# 朱爾漢
朱爾漢（？—1807年），浙江余姚人，清朝政治人物、出身。
嘉庆十年十月初九，由广东肇罗道道员升任廣西按察使。嘉庆十二年三月（1807年4月），去世。

## 延伸阅读
[在维基数据编辑]
 《清史稿·卷362》，出自趙爾巽《清史稿》